# Linköping
Linköping, reședința Municipalității Linköping și capitala regiunii Östergötland, este un oraș în Suedia, situat la două ore în sud față de Stockholm. Având 148,859 locuitori în 2013, este al cincilea oraș din Suedia. Este de asemenea centrul unei vechi regiuni culturale, cu o vechime de peste 700 de ani. În prezent, orașul Liköping este cunoscut pentru una dintre cele mai bune universități din Europa și pentru industria tehnologică de ultimă generație. Până în anul 2025, orașul își propune să elimine în totalitate emisiile de dioxid de carbon. 
Cea mai înaltă clădire, vizibilă din  aproape tot centrul orașului este Catedrala.

## Demografie
| \| Evoluția demografică a zonei urbane Linköping, 1970–2015 \| Evoluția demografică a zonei urbane Linköping, 1970–2015 \| Evoluția demografică a zonei urbane Linköping, 1970–2015 \| Evoluția demografică a zonei urbane Linköping, 1970–2015 \| Evoluția demografică a zonei urbane Linköping, 1970–2015 \| \| --------------------------------------------------------------------------------------- \| -------------------------------------------------------- \| -------------------------------------------------------- \| -------------------------------------------------------- \| -------------------------------------------------------- \| \| An \| \| \| Locuitori \| \| \| 1970 \| 1970 \| \| 77.063 \| 77.063 \| \| 1975 \| 1975 \| \| 80.274 \| 80.274 \| \| 1980 \| 1980 \| \| 79.742 \| 79.742 \| \| 1990 \| 1990 \| \| 82.451 \| 82.451 \| \| 1995 \| 1995 \| \| 92.584 \| 92.584 \| \| 2000 \| 2000 \| \| 94.248 \| 94.248 \| \| 2005 \| 2005 \| \| 97.428 \| 97.428 \| \| 2010 \| 2010 \| \| 104.232 \| 104.232 \| \| 2015 \| 2015 \| \| 106.502 \| 106.502 \| \| Sursa: SCB - Statistika Centralbyrån, Folkmängden per tätort. Vart femte år 1960 - 2016 \| \| \| \| \| |      |  |           |         |
| Evoluția demografică a zonei urbane Linköping, 1970–2015 |      |  |           |         |
| An |      |  | Locuitori |         |
| 1970 | 1970 |  | 77.063    | 77.063  |
| 1975 | 1975 |  | 80.274    | 80.274  |
| 1980 | 1980 |  | 79.742    | 79.742  |
| 1990 | 1990 |  | 82.451    | 82.451  |
| 1995 | 1995 |  | 92.584    | 92.584  |
| 2000 | 2000 |  | 94.248    | 94.248  |
| 2005 | 2005 |  | 97.428    | 97.428  |
| 2010 | 2010 |  | 104.232   | 104.232 |
| 2015 | 2015 |  | 106.502   | 106.502 |
| Sursa: SCB - Statistika Centralbyrån, Folkmängden per tätort. Vart femte år 1960 - 2016 |      |  |           |         |

## Personalități născute aici
- Janne Lundblad (1887 - 1940), sportiv la călărie;
- Jonas Edman (n. 1967), trăgător de tir;
- Thomas Johansson (n. 1975), tenismen;
- Jonas Wallerstedt (n. 1978), fotbalist;
- Theodor Haraldsson (n. 2005), cântăreț, actor.